# Ormesson-sur-Marne
Ormesson-sur-Marne ist eine französische Gemeinde mit 10.589 Einwohnern (Stand 1. Januar 2022) im Département Val-de-Marne in der Region Île-de-France Sie gehört zum Kanton Saint-Maur-des-Fossés-2 im Arrondissement Créteil.

## Geografie
Die Gemeinde liegt 13 Kilometer südöstlich von Paris. Nachbargemeinden von Ormesson-sur-Marne sind Chennevières-sur-Marne im Norden, La Queue-en-Brie im Osten, Noiseau und Sucy-en-Brie im Süden sowie im Nordwesten, auf der anderen Seite der Marne, die Stadt Saint-Maur-des-Fossés. An der südlichen Gemeindegrenze fließt der Morbras und mündet in der Nachbargemeinde Bonneuil-sur-Marne in die Marne.

## Geschichte
Der Ort hieß bis ins 18. Jahrhundert Amboile. Im 12. Jahrhundert wurde der Name erstmals erwähnt. 1632 wurde André Le Fèvre d’Ormesson Grundherr und ab 1758 hieß der Ort Ormesson. Die Preußen zerstörten Ormesson während des Deutsch-Französischen Kriegs 1870 zum Teil. Seit 1927 heißt die Gemeinde Ormesson-sur-Marne. 1968 wurde sie Teil des neugebildeten Departements Val-de-Marne, nachdem sie zuvor seit 1790 zum Département Seine-et-Oise gehört hatte. 1984 wurde sie Hauptort des Kantons Ormesson-sur-Marne.

### Einwohnerentwicklung
| Jahr      | 1726 | 1793 | 1806 | 1846 | 1872 | 1901 | 1926 | 1936 | 1962 | 1990   | 2006 | 2017   |
| --------- | ---- | ---- | ---- | ---- | ---- | ---- | ---- | ---- | ---- | ------ | ---- | ------ |
| Einwohner | 276  | 188  | 220  | 165  | 96   | 256  | 1685 | 3802 | 6702 | 10.038 | 9868 | 10.305 |

## Politik

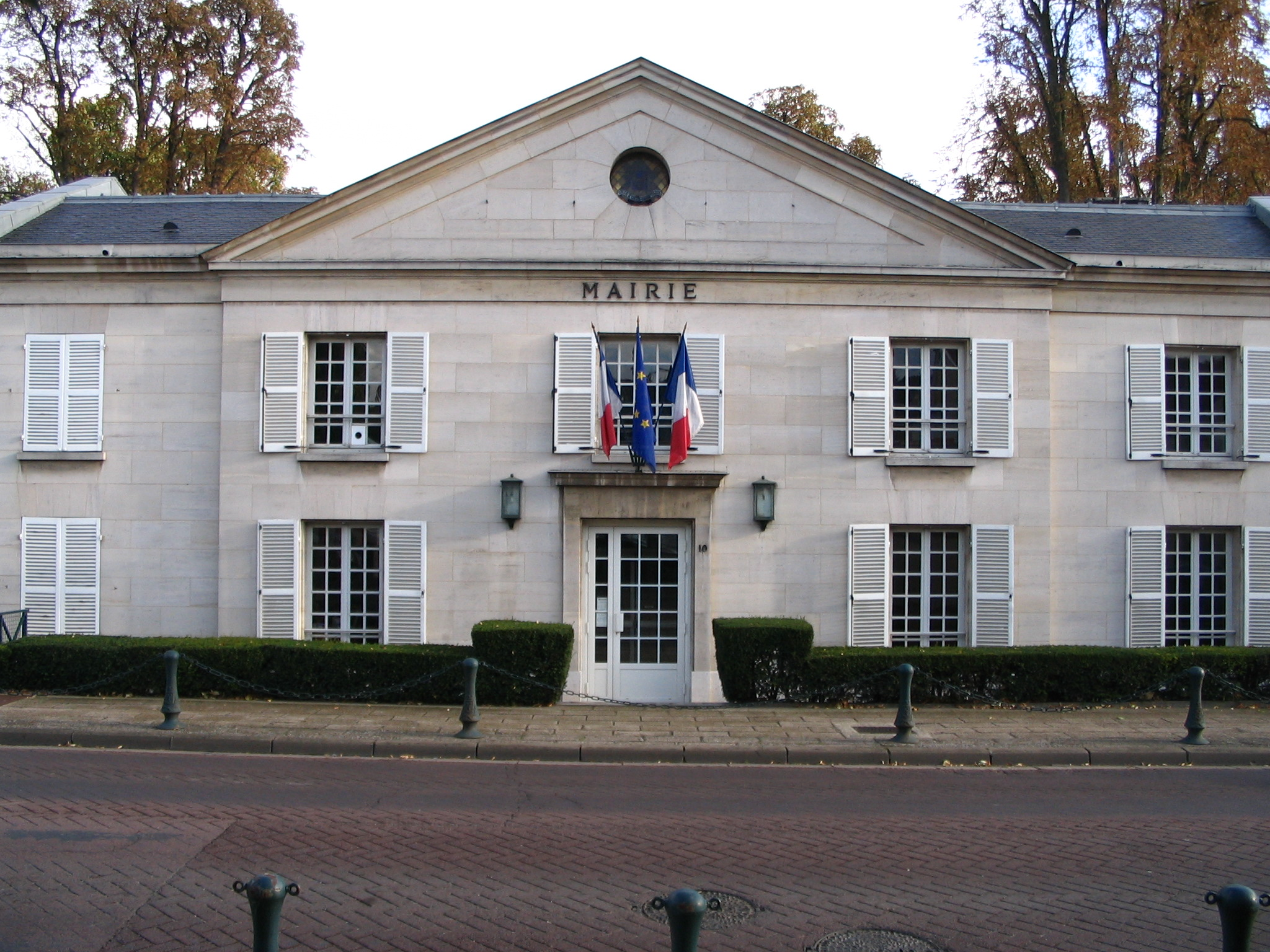
Rathaus

Seit 1998 ist Guy Le Doeff Bürgermeister von Ormesson-sur-Marne. Davor hatte ab 1947 Olivier Lefevre d’Ormesson 51 Jahre lang amtiert.

## Wappen
Die Blasonierung des Wappens lautet: In Blau drei natürliche Lilien. Das Wappen der Familie d’Ormesson wurde 1957 von der Gemeinde angenommen.

## Gemeindepartnerschaften
Ormesson-sur-Marne pflegt seit 1977 partnerschaftliche Beziehungen zu Brühl (Baden) in Deutschland, seit 1993 zu Northallerton in Großbritannien, seit 2011 zu Penela in Portugal sowie zu Roum im Libanon.

## Kultur und Sehenswürdigkeiten

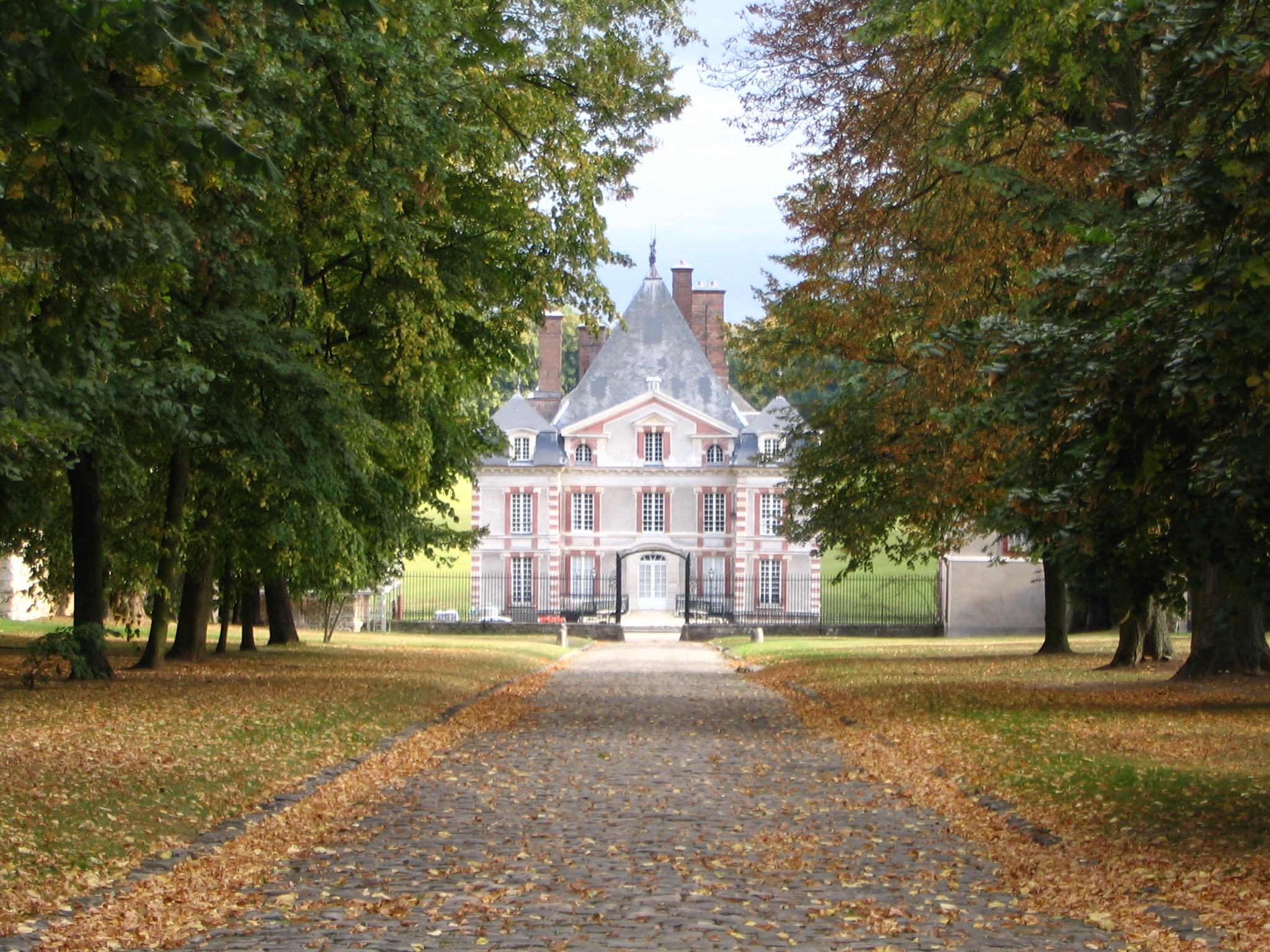
Schloss

Das Schloss Ormesson wurde 1580 erbaut und mehrfach erweitert. Seit 1893 ist es ein Monument historique. Die katholische Kirche Notre-Dame stammt aus dem Jahr 1764.
Das Kulturzentrum liegt in einem zwei Hektar großen Park. Der kommunale Park am Morbras ist 3,5 Hektar groß. Des Weiteren gibt es in Ormesson-sur-Marne einen Sportplatz, zwei Sporthallen und einen Golfplatz.

## Wirtschaft und Infrastruktur

### Verkehr
Durch den Ort führen die Departementsstraßen 33 und 185. Im Nordosten verläuft die Nationalstraße 4 (Paris–Straßburg). Der nächstgelegene Bahnhof befindet sich in Sucy-en-Brie.

### Bildung
Ormesson-sur-Marne hat eine Mediathek, drei Vorschulen, drei Grundschulen sowie das Collège Saint-Exupéry. Ein Gymnasium gibt es im benachbarten Chennevières-sur-Marne.